# Patricio Pron
Patricio Pron (Rosario, 9 de diciembre de 1975) es un escritor y crítico literario argentino traducido a una docena de idiomas incluidos el inglés, el alemán, el francés, el neerlandés, el noruego, el japonés, el portugués, el italiano y el chino. La revista Granta lo seleccionó en 2010 como uno de los 22 mejores escritores jóvenes en castellano. Ganó la vigésimo segunda convocatoria del Premio Alfaguara de novela en 2019 por su obra Mañana tendremos otros nombres.

## Biografía
Pron es licenciado en Comunicación Social por la Universidad Nacional de Rosario (Argentina) y doctor en Filología Románica por la Georgia Augusta de Göttingen (Alemania).
Comenzó a escribir en prensa en 1992. Entre 2000 y 2001 recorrió Europa, los Balcanes, África del Norte y Turquía como corresponsal del diario La Capital (Rosario). Entre 2009 y 2019 fue uno de los colaboradores más leídos de la plataforma de blogs en español El Boomeran(g). En la actualidad escribe regularmente en "Babelia", suplemento cultural del diario El País (España), en la revista hispano-mexicana Letras Libres, en La Tempestad (México) y en La Vanguardia, entre otras publicaciones.
Entre 2002 y 2007 trabajó de asistente en la Universidad de Göttingen, donde preparó su trabajo doctoral acerca de los procedimientos narrativos en la obra de Copi, titulada "Aquí me río de las modas”. Se mudó a Madrid en 2008, donde reside desde entonces.
Ha obtenido varios premios nacionales e internacionales, entre ellos el Juan Rulfo de Relato, el Premio Cálamo Extraordinario a la trayectoria, el Premio Alfaguara, etcétera. Pron también ha recibido la Beca Antorchas y la Beca de la Fundación BBVA a Investigadores y Creadores, Culturales, además de ser "Fellow Guest" de la Civitella Ranieri Foundation. Sus cuentos han formado parte de antologías en diversos países y han sido traducidos a otros idiomas como el inglés, el francés, el alemán, el italiano, el portugués, el noruego, el neerlandés, el japonés y el chino.
El comienzo de la primavera (2008) es una novela filosófica. El espíritu de mis padres sigue subiendo en la lluvia (2011) se dedica a la generación de sus padres y sus vicisitudes políticas; defiende el peronismo y emplea técnicas del "nuevo periodismo" como el fisking. No derrames tus lágrimas por nadie que no viva en estas calles (2016) trata sobre los escritores fascistas del medio siglo. Mañana tendremos otros nombres (2019) analiza las relaciones personales y afectivas modernas como formas de consumo y de alienación.
Pron es reconocido por su estilo literario innovador y su capacidad para abordar temas complejos con profundidad y originalidad. Sus obras han sido publicadas en destacadas editoriales y revistas literarias a nivel nacional e internacional. Como crítico literario destaca por su habilidad para relacionar la literatura contemporánea, la cultura y la sociedad y por su mirada cuestionadora.
Desde septiembre de 2024 es "fellow" del Centro Dorothy y Lewis B. Cullman para Académicos y Escritores de la Biblioteca Pública de Nueva York.

## Premios y reconocimientos
- Segundo premio del concurso de Novela Policial de la Editorial de la Universidad Nacional de Rosario[10]
- Subsidio a la creación de la Fundación Antorchas para los relatos Hombres infames[3]
- Premio Juan Rulfo de Relato 2004 por el cuento Es el realismo (Instituto Cervantes, Unión Latina y Radio Francia Internacional)[11][12]
- Premio Manuel Musto de Novela por Nadadores muertos (Municipalidad de Rosario)
- XXIV Premio Jaén de novela 2008 por El comienzo de la primavera[10]
- Finalista del Premio Fundación José Manuel Lara de 2009 con El comienzo de la primavera[13]
- Granta lo seleccionó en 2010 como uno de los 22 mejores escritores en castellano de su generación
- Finalista del V Premio de narrativa breve Ribera del Duero por Lo que está y no se usa nos fulminará
- Finalista del Premio Nacional de la Crítica española en 2016 con No derrames tus lágrimas por nadie que viva en estas calles
- Premio Alfaguara de Novela 2019
- Finalista del Premio Nacional de la Crítica española en 2020 con Mañana tendremos otros nombres
- Finalista del Premio Finestres 2023 con La naturaleza secreta de las cosas de este mundo

## Obras

### Relatos
- Hombres infames, Bajo la Luna Nueva, 1999
- El vuelo magnífico de la noche, Colihue, Buenos Aires, 2001
- El mundo sin las personas que lo afean y lo arruinan, Mondadori, Barcelona, 2010
- La vida interior de las plantas de interior, Mondadori, 2013
- Lo que está y no se usa nos fulminará, Literatura Random House, Barcelona, 2018
- Trayéndolo todo de regreso a casa, Alfaguara, Madrid, 2021

### Novelas
- Formas de morir, Universidad Nacional de Rosario Editora, Rosario, 1998
- Nadadores muertos, Editorial Municipal de Rosario, 2001[10]
- Una puta mierda, El cuenco de plata, Buenos Aires, 2007
- El comienzo de la primavera, Mondadori, Barcelona, 2008
- El espíritu de mis padres sigue subiendo en la lluvia, Mondadori, Barcelona, 2011
- Nosotros caminamos en sueños, Literatura Random House, Barcelona, 2014
- No derrames tus lágrimas por nadie que viva en estas calles, Literatura Random House, Barcelona, 2016
- Mañana tendremos otros nombres,[14] Alfaguara, Barcelona, 2019
- La naturaleza secreta de las cosas de este mundo, Anagrama, Barcelona, 2023
- El espíritu de mis padres sigue subiendo en la lluvia, edición corregida y ampliada, Anagrama, Barcelona, 2024

### Otros
- Zerfurchtes Land. Neue Erzählungen aus Argentinien (Tierra devastada. Nuevos relatos desde Argentina), antologador, junto a Burkhard Pohl[12]
- El libro tachado. Prácticas de la negación y el silencio en la crisis de la literatura, Turner, Madrid, 2014
- Colección MER, Turner, Madrid, 2017. Junto con Dan Cameron.
- Traumbuch, Delirio, Salamanca, 2022
- No, no pienses en un conejo blanco: literatura, dinero, tiempo, influencia, falsificación, crítica, futuro, Consejo Superior de Investigaciones Científicas, Madrid, 2022. La Marca, Buenos Aires, 2024